# هانس اسمیت
هانس اسمیت (انگلیسی: Hans Smits؛ زادهٔ ۲۴ ژانویهٔ ۱۹۵۶) بازیکن واترپلو اهل پادشاهی هلند است.